# Live in Tokyo Japan 2008
Live in Tokyo Japan 2008 (también conocido como Live in Tokyo Japan 12th May 2008 o Live in Tokyo 12th May 2008) es un álbum en vivo de la banda británica de rock progresivo Asia y fue publicado por The Store for Music en 2009. Este disco forma parte de la colección Official Bootleg Tour 2008.
Este álbum fue grabado durante una presentación en directo de la banda que realizó en el CC Lemon Hall de Tokio, Japón el 12 de mayo de 2008 de la gira de promoción del álbum Phoenix. Live in Tokyo Japan 2008 contiene temas de Yes, King Crimson y The Buggles interpretados por Asia.

## Lista de canciones

### Disco uno
| Side one |                                |                                      |          |  |
| N.º      | Título                         | Escritor(es)                         | Duración |  |
| 1.       | «Daylight»                     | John Wetton / Geoff Downes           | 6:35     |  |
| 2.       | «Only Time Will Tell»          | Wetton / Downes                      | 5:04     |  |
| 3.       | «Wildest Dreams»               | Wetton / Downes                      | 5:40     |  |
| 4.       | «Never Again»                  | Wetton / Downes                      | 5:19     |  |
| 5.       | «Roundabout»                   | Jon Anderson / Steve Howe            | 8:32     |  |
| 6.       | «Time Again»                   | Wetton / Downes / Carl Palmer / Howe | 5:29     |  |
| 7.       | «Bolero»                       | Steve Howe                           | 3:53     |  |
| 8.       | «Clap»                         | Steve Howe                           | 6:47     |  |
| 9.       | «Voice of America»             | Wetton / Downes                      | 3:51     |  |
| 10.      | «The Smile Has Left Your Eyes» | John Wetton                          | 3:42     |  |
| 11.      | «Ride Easy»                    | Wetton / Howe                        | 4:56     |  |

### Disco dos
| Side one |                                 |                               |          |  |
| N.º      | Título                          | Escritor(es)                  | Duración |  |
| 1.       | «Open Your Eyes»                | Wetton / Downes               | 7:13     |  |
| 2.       | «Fanfare for the Common Man»    | Aaron Copland                 | 9:30     |  |
| 3.       | «Without You»                   | Wetton / Howe                 | 5:58     |  |
| 4.       | «An Extraordinary Man»          | Wetton / Downes               | 5:44     |  |
| 5.       | «The Court of the Crimson King» | Ian McDonald / Peter Sinfield | 5:11     |  |
| 6.       | «Video Killed the Radio Star»   | Geoff Downes                  | 4:48     |  |
| 7.       | «The Heat Goes On / Drum Solo»  | Wetton / Downes               | 11:07    |  |
| 8.       | «Heat of the Moment»            | Wetton / Downes               | 8:33     |  |
| 9.       | «Don't Cry»                     | Wetton / Downes               | 4:06     |  |
| 10.      | «Sole Survivor»                 | Wetton / Downes               | 5:53     |  |

## Formación
- John Wetton — voz principal y bajo
- Geoff Downes — teclados y coros
- Carl Palmer — batería
- Steve Howe — guitarra acústica, guitarra eléctrica y coros